# Jim Ford
James Henry "Jim" Ford, född 23 augusti 1941 i Paintsville, Johnson County, Kentucky, död 18 november 2007 i norra Kalifornien, var en amerikansk sångare och låtskrivare.
Ford var aktiv under 1960- och det tidiga 1970-talet. 1969 gav han ut sitt enda album, Harlan County. Albumet gjorde litet väsen av sig när det kom ut, men har med åren intresserat allt fler. Han arbetade även bland annat med Sly Stone och skrev låtar åt artister som P.J. Proby, Aretha Franklin och Bobby Womack.
Efter ett tag slutade Ford med inspelningarna på grund av att han tyckte skivbranschen var falsk och bedragande. I september 2006 skrevs ett stort reportage i det svenska musikmagasinet Sonic om Jim Ford där han berättade om sitt dåvarande liv. Det tyska skivbolaget Bear Family Records har därefter gett ut flera samlingsskivor med Ford.

## Uppväxt
Ford växte upp i Paintsville, Johnson County, Kentucky. Fords relation till sin uppväxt återges i låten "Harlan County" från skivan med samma namn. Ford växte dock inte upp i Harlan County, utan valde låttiteln baserat på att namnet "klingade bättre" än Johnson County. De båda områdena låg ju också så nära varandra att det inte spelade någon roll vilket namn han valde, menade Ford.
Ford hade en problematisk uppväxt. Modern var fullt upptagen med hans åtta halvsyskon och den kolgruvearbetande fadern tjänade en extra hacka på att tillverka illegal sprit. När Ford var två år gammal flyttade han till sin mormor. Dennes stränga uppfostringsmetoder gjorde emellertid Fords liv outhärdligt. Enda ljudpunkten under denna tid var, enligt Ford själv, att besöka den blivande countrystjärnan Loretta Lynn, som inte bodde långt därifrån.
Vid elva års ålder flyttade Ford till sin biologiska pappa, i Cold Water, Michigan. Ford trivdes emellertid inte och stal därför pengar från pappan för att kunna resa bort. De två återsågs aldrig mer.
Efter två års militärtjänstgöring i Tyskland bestämde Ford sig 1959 för att försöka försörja sig på musiken. För att kunna realisera dessa planer bestämde han sig för att flytta till Los Angeles.

## Artisten & låtskrivaren Ford
Innan han spelade in egna skivor försörjde Ford sig som låtskrivare. Aretha Franklin och P.J. Proby spelade båda in Fords låt "Niky Hoeky" och som ett resultat av detta började Fords låtskrivarkarriär att ta fart. Ford blev uppringd av Bob Keane på Del-Fi Records, som erbjöd honom 100 dollar i veckan samt en Ford Mustang om han accepterade erbjudandet om att ingå i Keanes låtskrivarstab. Bolaget skulle senare komma att gå i konkurs, men innan så skedde hann Ford göra låten "You're Out of My Mind" till soulsångerskan Viola Wills, samt spela in två egna 45:or, "Linda Comes Running" och "Ramona", båda utgivna 1967.
Ford spelade även in ytterligare en singel i samma veva, "Hangin' From Your Lovin' Tree", men eftersom Ford redan var kontrakterad gavs denna ut under falskt namn, "Jimmy Forde".
Trots de kommersiella framgångarna som låtskrivare betvivlade Ford, enligt P.J. Proby, sin egen förmåga och kapacitet: "...he wrote fantastic songs. Ford didn't realize how good he was, he always thought everybody else was better."
År 1969 utgavs Fords första och enda album, Harlan County. Skivan finansierades av den amerikanska affärsmannen Jerry Perenchio, som gav Ford artistiskt fria tyglar under inspelningen av skivan. Den 18 oktober samma år gästade Ford Dick Clarks TV-program American Bandstand, där han framförde låtarna "Harlan County" och "Working My Way to L.A.". Trots uppträdandet uteblev framgångarna och skivan sålde minimalt. Som ett resultat av detta blev Ford deprimerad och brukade rikligt med droger, ett leverne han skulle fortsätta med de nästkommande trettio åren.
Trots de uteblivna framgångarna fick Ford en ny chans, varför han flögs till London för att spela in en ny skiva. Först var det tänkt att Brinsley Schwarz, där bl.a. Nick Lowe var medlem, skulle agera kompband. Bandet refuserades emellertid av Ford och istället kallades Joe Cockers Grease Band in. Inte heller detta fungerade och Ford spelade istället in 40 låtar ensam med sin gitarr. Hälften av låtarna skrevs på plats i studion. Som ett resultat av detta blev det ingen uppföljare till "Harlan County" och Ford återvände till USA.
Under sjuttiotalet komponerade Ford musik tillsammans med Sly Stone, som också var en god vän. Stone har beskrivit Ford som "the baddest white man on the planet, killer writer." År 1972 fick Bobby Womack en världshit med Fords låt "Harry Hippie".
Vid ett tillfälle visade Paramount intresse för att göra en skiva med Ford. Han fick 35 000 dollar i förskott, men albumet uteblev. Enda utgåvan från denna studiosession blev singeln "Big Mouth USA". De övriga inspelningarna bevarades dock och kan höras på samlingsskivan The Sounds of Our Time.
Under resterande delen av 1970-talet skrev Ford låtar åt Motown samt ett helt album, Wings of Love, för The Temptations. Detta genererade en hel del inkomster åt Ford, som dock spenderade det mesta på droger.
Den brittiske artisten Nick Lowe brukar ange Ford som sin största musikaliska förebild. När Lowe var i Los Angeles 1981 för att producera ett album med The Blasters, dök Ford oväntat upp med en kasse demokassetter. Lowe blev upprymd över att se sin idol och frågade var han hade hållit hus alla dessa år, varpå en förnärmad Ford lade tillbaka kassetterna i påsen och gick ut genom dörren. Efter det hördes han inte av på många år.
År 2006 träffade den svenska journalisten L-P Anderson Ford i dennes hem i USA. Mötet genererade bland annat en stor artikel i Sonic #30 men också att samlingsalbumet The Sounds of Our Time kunde ges ut. Som ett resultat av de fina recensioner denna skiva åtnjöt började Ford smida planer på att spela in en ny skiva. Den 18 november 2007 dog emellertid Ford, varför dessa planer aldrig realiserades.
I augusti 2011 meddelades att Bear Family Records kommer att ge ut en samling med Fords tidigare outgivna demolåtar. Skivan, som har titeln Demolition Expert, planeras att ges ut 11 november 2011.
[uppföljning saknas]

## Familj
Ford hade under sitt vuxna liv flera kärleksaffärer, bl.a. med skådespelaren Movita Castaneda. Hon hade sedan tidigare två barn med skådespelaren Marlon Brando, varför Ford kan sägas vara styvfar till dennes barn.

## Diskografi

### Album
- 1969 – Harlan County
- 2009 – The Unissued Capitol Album
- 2009 – Big Mouth USA: The Unissued Paramount Album

### Samlingsalbum
- 2007 – The Sounds of Our Time
- 2008 – Point of No Return
- 2011 – Demolition Expert